# Comuna Pîșciîkî, Skvîra
Pîșciîkî (în ucraineană Пищики) este o comună în raionul Skvîra, regiunea Kiev, Ucraina, formată din satele Bezuhleakî și Pîșciîkî (reședința).

## Demografie
Componența lingvistică a comunei Pîșciîkî
     Ucraineană (97,28%)
     Rusă (2,31%)
     Alte limbi (0,35%)
Conform recensământului din 2001, majoritatea populației comunei Pîșciîkî era vorbitoare de ucraineană (97,28%), existând în minoritate și vorbitori de rusă (2,31%).